# Pro TV Internațional
Pro TV Internațional (stilizat PRO•TV INTERNAȚIONAL) este un canal de televiziune din România, lansat la data de 29 aprilie 2000 de grupul Media Pro. Este primul canal privat dedicat în exclusivitate diasporei românești. Acesta este deținut de Pro TV SRL și face parte, alături de Pro TV, Acasă TV, Acasă Gold, Pro Cinema și Pro Arena, din trustul Central European Media Enterprises (CME), unul dintre cele mai puternice trusturi media care operează în Europa de Est, deținând 19 canale TV în 7 țări din Europa Centrală și de Est, mai exact în România, Slovacia, Slovenia, Ucraina, Cehia, Croația și Bulgaria. Pro TV Internațional poate fi recepționat prin: satelit, cablu, sistemul EDGE, platformă digitală și video streaming.
Este făcut pentru români din: Europa, Statele Unite ale Americii și Canada.

## Descriere
Lansat pe 29 aprilie 2000, chiar în ziua de Paște, Pro TV Internațional este un canal privat dedicat în exclusivitate milioanelor de români care muncesc sau trăiesc în străinătate.
Prin programele sale culturale, canalul promovează cultura, limba română, tradițiile și obiceiurile poporului român. Fie că acum trăiesc la Paris, Londra, Damasc, Cairo sau New York, pentru a enumera doar câteva din capitalele statelor în care poate fi recepționat postul TV, ei au oricând posibilitatea de a se întoarce, măcar pentru câteva ore, „acasă”.
Pro TV Internațional are o grilă și o strategie de programe TV special create pentru românii din diasporă: știri din realitatea din țară, emisiuni de divertisment și life-style, competiții și evenimente sportive din țară, o colecție impresionantă de filme românești, documentare care, pe lângă faptul că aduc în casele lor imagini ale locurilor dragi din țară, promovează în întreaga lume frumusețile și valorile naturale ale României.
Începând din 2002, pe lângă emisiunile TV preluate de la Pro TV și Acasă TV (în trecut Pro 2), Pro TV Internațional a introdus în grila sa de programe TV producții realizate în exclusivitate pentru cei plecați, axate pe dorințele și cererile lor.

## Cronologie
- 29 aprilie 2000 – Se lansează Pro TV Internațional, un canal TV dedicat în exclusivitate românilor care trăiesc dincolo de granițele țării.
- februarie 2001 – Pro TV Internațional este difuzat prin cablu și DTH în Israel.
- octombrie 2002 – se lansează De suflet, emisiune TV ce își propune să îi aducă aproape de casă pe românii răspândiți prin toate colțurile lumii. În fiecare ediție Mihaela Tatu discută împreună cu invitații ei despre problemele sau evenimentele care îi vizează în mod direct pe românii din diaspora.
- aprilie 2003 – Pro TV Internațional a adus pe micile ecrane ale telespectatorilor români din întreaga lume primul sitcom autohton, La bloc, o producție MediaPro Pictures.
- octombrie 2003 – Pro TV Internațional este distribuit prin sistemul paytv în SUA și Canada.
- 2004 – Pro TV Internațional este distribuit prin cablu în Germania și Suedia.
- octombrie 2004 – Pro TV Internațional  difuzează Descoperă România, o emisiune TV care prezintă telespectatorilor cele mai frumoase locuri din țară, oferindu-le în același timp și informații despre potențialul turistic al acestor destinații.
- octombrie 2004 – Pro TV Internațional este  difuzat prin serviciul EDGE, serviciu care permite vizionarea programelor direct pe telefonul mobil.
- octombrie 2004 – Pro TV Internațional difuzează prima telenovelă românească, Numai iubirea, produsă de MediaPro Pictures.
- noiembrie 2004 – Pro TV Internațional realizează „albumul foto” al românilor de pretutineni. Te vezi la Pro TV Internațional este emisiunea TV care difuzează fotografiile și mesajele primite din partea telespectatorilor.
- noiembrie 2004 - Pro TV Internațional lansează Ascultă-ți muzica de acasă, emisiune în care românii de pretutindeni dedică melodii românești celor rămași în țară, familiilor sau prietenilor răspândiți prin diferite colțuri ale lumii.
- ianuarie 2005 – Pro TV Internațional este distribuit în pachetul de baza al primei  platforme digitale.
- martie 2005 – Pro TV Internațional a lansat serviciul de video-streaming, devenind astfel, singurul post TV din România care emite non-stop pe internet. A fost lansat noul site Pro TV Internațional. Se lansează emisiunea Privești ce iubești, o producție care însumează cele mai frumoase și mai emoționante momente desfășurate de-a lungul emisiunilor.
- primăvara 2005 – Pro TV Internațional este distribuit prin cablu în Spania.
- noiembrie 2005 – se lansează Weekend cu Monica, emisiune găzduită de Monica Dascălu. Emisiunea TV oferă telespectatorilor informații despre cele mai recente producții TV și despre proiectele în care sunt implicate vedetele.
- septembrie/decembrie 2005 – Pro TV Internațional este distribuit prin cablu și DTT în Ungaria.
- iunie 2008 - Pro TV Internațional s-a lansat în sistemul 3G în Italia (prin Wind și TRE - ambele formând acum brandul Windtre).
- 1 decembrie 2008 - Pro TV Internațional le aduce românilor din Italia, cea mai mare comunitate de români din lume, lansarea unui nou serviciu de știri din țară, prin Wind.
- decembrie 2008 - Pro TV Internațional este partener media la primul seminar european "Delta Dunării: natură și dezvoltare durabilă în Europa și la prima expoziție de fotografii dedicată Deltei Dunării, cu titlul „Delta Dunării: Patrimoniu European”.
- aprilie 2009 - Pro TV Internațional a semnat un contract cu Sky Italia, cel mai mare distribuitor local de programe de televiziune.
- mai 2009 - Pro TV Internațional este disponibil în Portugalia prin serviciul de IPTV MEO al companiei Portugal Telecom (PT), chiar în pachetul de bază, fiind singura televiziune românească din ofertă.
- 1 iunie 2009 - românii din Italia, dar și cei din San Marino, Vatican și din regiunile de limbă italiană din Elveția vor găsi Pro TV Internațional, canalul etnic numărul 2 ca distribuție în Europa după Channel One Russia, chiar și în pachetul de bază, având astfel acces mai ușor la programele cu cea mai mare audiență din România, începând de la Știrile Pro TV, Happy Hour, Regina și terminând cu emisiunile TV realizate special pentru ei - Weekend cu Monica Dascălu, De suflet, cu Dana Rogoz, Descoperă România, Români de succes.
- 28 august 2017 - Pro TV Internațional și-a schimbat logo-ul într-un proces de uniformizare a branding-ului posturilor TV din portofoliul MediaPro.[4][5][6]